# 小行星6513
小行星6513（英語：6513）是一颗围绕太阳公转的小行星。1987年10月28日，上田清二、金田宏在钏路市发现了此天体。
这颗小行星的绝对星等为168.95715等。